# Ценовая война
Ценовая война — экономический термин, который описывает серию последовательных снижений цен на товары или услуги, вызванных острой рыночной конкуренцией.
В краткосрочной перспективе от ценовых войн выигрывают потребители, которые приобретают привычный товар или услугу по более низкой цене. Часто ценовые войны вредят компаниям-участникам, так как вызывают снижение маржинальной прибыли, что может поставить вопрос об уходе компании с рынка. В случае ухода конкурента с рынка, монопольный поставщик снова может «задрать» цену, причём даже выше тех, что были до начала ценовой войны, что негативно отражается на клиентах, которые уже лишены возможности уйти к оставившему рынок конкуренту.
В среднесрочной и долгосрочной перспективах, ценовая война может привести к доминированию на рынке крупных компаний-лидеров. Как правило, небольшие игроки, которые работают на более высокой марже за счет более низких издержек (чем у лидеров) и которые не могут получить выгоды экономии на масштабах, перестают быть конкурентоспособными и вынуждены уйти с рынка. В этом случае выигрывают крупные игроки (например, дискаунтеры), а проигрывают мелкие игроки и их акционеры. В долгосрочной перспективе, часто проигрывают потребители, так как количество компаний на рынке сокращается, цены снова растут, иногда выше уровня, чем был до ценовой войны.

## Причины
Основные причины для ценовых войн:
- Ценообразование при проникновении: При входе на рынок новый игрок часто предлагает цену ниже, чем у известных, уже присутствующих на рынке брендов.
- Олигополия: Если структура отрасли олигополистическая (существует мало конкурентов), то игроки рынка пристально следят за ценами конкурентов и готовы быстро реагировать.
- Оптимизация процессов: продавец, желая воспользоваться экономией от масштаба, может быть более склонен к снижению цены, чем к временной остановке или уменьшению производства товаров или услуг, так как это приведет к изменению обычных бизнес-процессов и возможной потере доли рынка. Также, при построении более эффективных бизнес-процессов, возможно снижение затрат, и, как следствие, появляется возможность снижения цены для увеличения доли рынка.
- Угроза банкротства: компании, которым угрожает банкротство могут быть вынуждены снижать цены, с целью увеличения денежных поступлений любой ценой, для выполнения жизненно важных для компании обязательств.
- Хищническое ценообразование (демпинговые цены): Продавец с уверенной рыночной позицией, владея информацией о каких-либо трудностях конкурентов, может планово пытаться вытеснить его с рынка, снижая цену даже ниже себестоимости.
- Конкуренция: Один из игроков рынка может выбрать важный для конкурента продукт и вывести на рынок его более дешевый аналог. Однако существуют критики таких действий, говорящие о целесообразности создания нового конкурирующего бренда без снижения цены.
- Дифференциация продукта: для похожих по потребительским качествам и конкурирующих на рынке продуктов снижение цены может быть решающим для увеличения рыночной доли.

## Реакция при начале ценовой войны
Первая реакция на ценовую войну конкурентов должна быть тщательно выверена. Необходимо попытаться определить, имеют ли действия конкурента долговременную перспективу или это кратковременная акция по продвижению товара или услуги. В таком случае, какое-то время более выгодно никак не реагировать.
В случае, если действия конкурента имеют долгосрочную перспективу, возможны следующие сценарии:
- Снижение цены: наиболее очевидный и популярный ответный ход на действия конкурента. Позволяет сохранить статус кво, однако пропорционально снижает прибыль. В случае выбора такого сценария, ответное снижение цены должно быть выполнено максимально быстро, по крайней мере конкурент получит сигнал о готовности к борьбе.
- Держать цену: предполагая, что конкурент совершил ошибку и такие действия не повлияют на распределение долей рынка.
- Разделить продукт: вывести на рынок два продукта вместо одного старого. Первый продавать по премиум цене, второй по цене конкурента.
- Другие действия. Возможно множество других вариантов: увеличение качества, усиление рекламной активности и т. д.

## Способы прекращения ценовой войны
Есть три способа, используя которые отрасль может выйти из ценовой войны:
- Тайное соглашение — создание картелей
- Консолидация — поглощение конкурентов, остальные участники войны могут начать сотрудничать друг с другом
- Подача сигналов другим участникам рынка — компании могут подавать сигналы о желании/нежелании соблюдать определенные правила[2].